# Dorylaea flavicincta
Dorylaea flavicincta är en kackerlacksart som först beskrevs av Haan 1842.  Dorylaea flavicincta ingår i släktet Dorylaea och familjen storkackerlackor. Inga underarter finns listade i Catalogue of Life.